# El Salvador en los Juegos Centroamericanos y del Caribe
El Salvador participa en los Juegos Centroamericanos y del Caribe desde la segunda edición, realizada en Cuba en 1930.

## Delegación
Para los XXI Juegos Centroamericanos y del Caribe, El Salvador contó con una delegación de 274 deportistas que participaron en 30 disciplinas deportivas.

## Medallero histórico
| Año   | País                               | Sede                       | Posición | Oro | Plata | Bronce | Total |
| ----- | ---------------------------------- | -------------------------- | -------- | --- | ----- | ------ | ----- |
| 1926  | Bandera de México                  | Ciudad de México           | N/D      | N/D | N/D   | N/D    | N/D   |
| 1930  | Bandera de Cuba                    | La Habana                  | 8/9      | 0   | 0     | 2      | 2     |
| 1935  | Bandera de El Salvador             | San Salvador               | 4/9      | 4   | 4     | 10     | 18    |
| 1938  | Bandera de Panamá                  | Ciudad de Panamá           | 7/11     | 0   | 5     | 8      | 13    |
| 1946  | Bandera de Colombia                | Barranquilla               | 13/13    | 1   | 3     | 3      | 7     |
| 1950  | Bandera de Guatemala               | Ciudad de Guatemala        | 9/14     | 2   | 4     | 3      | 9     |
| 1954  | Bandera de México                  | Ciudad de México           | 9/12     | 2   | 1     | 2      | 5     |
| 1959  | Bandera de Venezuela               | Caracas                    | 9/12     | 1   | 3     | 5      | 9     |
| 1962  | Bandera de Jamaica                 | Kingston                   | 14/15    | 0   | 2     | 3      | 5     |
| 1966  | Bandera de Puerto Rico             | San Juan                   | 17/18    | 0   | 0     | 2      | 2     |
| 1970  | Bandera de Panamá                  | Ciudad de Panamá           | -        | -   | -     | -      | -     |
| 1974  | Bandera de la República Dominicana | Santo Domingo              | 15/23    | 0   | 2     | 1      | 3     |
| 1978  | Bandera de Colombia                | Medellín                   | 19/21    | 0   | 0     | 2      | 2     |
| 1982  | Bandera de Cuba                    | La Habana                  | -        | -   | -     | -      | -     |
| 1986  | Bandera de la República Dominicana | Santiago de los Caballeros | -        | -   | -     | -      | -     |
| 1990  | Bandera de México                  | Ciudad de México           | 18/29    | 0   | 1     | 3      | 4     |
| 1993  | Bandera de Puerto Rico             | Ponce                      | 17/31    | 0   | 2     | 9      | 11    |
| 1998  | Bandera de Venezuela               | Maracaibo                  | 9/32     | 5   | 10    | 22     | 37    |
| 2002  | Bandera de El Salvador             | San Salvador               | 7/31     | 18  | 40    | 66     | 124   |
| 2006  | Bandera de Colombia                | Cartagena de Indias        | 8/32     | 6   | 12    | 29     | 47    |
| 2010  | Bandera de Puerto Rico             | Mayagüez                   | 9/31     | 8   | 21    | 32     | 61    |
| 2014  | Bandera de México                  | Veracruz                   | 9/31     | 2   | 9     | 12     | 23    |
| 2018  | Bandera de Colombia                | Barranquilla               | 12/37    | 2   | 5     | 11     | 18    |
| 2023  | Bandera de El Salvador             | San Salvador               | 9/29     | 8   | 3     | 17     | 28    |
| Total | Total                              |                            |          | 59  | 127   | 242    | 428   |

## Desempeño
El Salvador ocupó el noveno lugar en la edición de los Juegos Mayagüez 2010.

### XXI Juegos Centroamericanos y del Caribe Mayagüez 2010
Fuente:
Organización de los XXI Juegos Centroamericanos y del Caribe Mayagüez 2010. 
| Clasificación del País | Clasificación del Total | Deportista         | País        | Disciplina    |   |   |   | Total |
| 1                      | 8                       | Jorge Jiménez      | El Salvador | Tiro con arco | 4 | 3 | 0 | 7     |
| 2                      | 69                      | Julio Tirso Molina | El Salvador | Tiro          | 2 | 1 | 1 | 4     |
| 3                      | 142                     | Roberto Hernández  | El Salvador | Tiro con arco | 1 | 2 | 0 | 3     |
| 4                      | 156                     | Hermes Barahona    | El Salvador | Tiro          | 1 | 1 | 1 | 3     |
| 4                      | 156                     | Carlos Hernández   | El Salvador | Tiro          | 1 | 1 | 1 | 3     |
| 4                      | 156                     | Melissa Pérez      | El Salvador | Tiro          | 1 | 1 | 1 | 3     |
| 7                      | 174                     | Johanna Pineda     | El Salvador | Tiro          | 1 | 1 | 0 | 2     |
| 7                      | 174                     | Verónica Rivas     | El Salvador | Tiro          | 1 | 1 | 0 | 2     |
| 9                      | 271                     | Óscar Guillén      | El Salvador | Tiro con arco | 0 | 3 | 4 | 7     |